# Philippe Aubert (athlétisme)
Pour les articles homonymes, voir Aubert et Philippe Aubert.
Philippe Aubert (né le 5 octobre 1957 à Aulnay-sous-Bois) est un athlète français, spécialiste du 110 mètres haies.

## Biographie
Il est sacré champion de France du 110 mètres haies en 1987 et champion de France en salle du 60 mètres haies en 1985.
En 1989, il remporte la médaille d'or du 110 m haies lors des Jeux de la Francophonie, à Casablanca au Maroc.